# Under the Dome (Fernsehserie)/Episodenliste

Logo zur Serie

Diese Episodenliste enthält alle Episoden der US-amerikanischen Science-Fiction-Serie Under the Dome, sortiert nach der US-amerikanischen Erstausstrahlung. Zwischen 2012 und 2015 entstanden in drei Staffeln insgesamt 39 Episoden mit einer Länge von jeweils etwa 40 Minuten.

## Übersicht
| Staffel | Episoden | Erstausstrahlung USA | Erstausstrahlung USA | Deutschsprachige Erstausstrahlung | Deutschsprachige Erstausstrahlung |
| Staffel | Episoden | Staffelpremiere      | Staffelfinale        | Staffelpremiere                   | Staffelfinale                     |
| ------- | -------- | -------------------- | -------------------- | --------------------------------- | --------------------------------- |
| 1       | 13       | 24. Juni 2013        | 16. September 2013   | 4. September 2013                 | 2. Oktober 2013                   |
| 2       | 13       | 30. Juni 2014        | 22. September 2014   | 10. September 2014                | 8. Oktober 2014                   |
| 3       | 13       | 25. Juni 2015        | 10. September 2015   | 31. August 2015                   | 30. September 2015                |

## Staffel 1
Die Erstausstrahlung der ersten Staffel war vom 24. Juni bis zum 16. September 2013 auf dem US-amerikanischen Sender CBS zu sehen. Die deutschsprachige Erstausstrahlung sendete der deutsche Free-TV-Sender ProSieben und der österreichische Sender ORF eins vom 4. September bis zum 2. Oktober 2013.
| Nr. (ges.) | Nr. (St.) | Deutscher Titel                                             | Originaltitel         | Erstausstrahlung USA | Deutschsprachige Erstausstrahlung (D/A) | Regie                | Drehbuch                      |
| ---------- | --------- | ----------------------------------------------------------- | --------------------- | -------------------- | --------------------------------------- | -------------------- | ----------------------------- |
| 1          | 1         | Chester’s Mill                                              | Pilot                 | 24. Juni 2013        | 4. Sep. 2013                            | Niels Arden Oplev    | Brian K. Vaughan              |
| 2          | 2         | Das Feuer Unter der Kuppel (Alternativtitel)                | The Fire              | 1. Juli 2013         | 4. Sep. 2013                            | Jack Bender          | Rick Cleveland                |
| 3          | 3         | Die Menschen-Jagd Blutige Finger (Alternativtitel)          | Manhunt               | 8. Juli 2013         | 4. Sep. 2013                            | Paul Edwards         | Adam Stein                    |
| 4          | 4         | Das Wasser steigt Ausbruch (Alternativtitel)                | Outbreak              | 15. Juli 2013        | 11. Sep. 2013                           | Kari Skogland        | Peter Calloway                |
| 5          | 5         | Schmetterlinge                                              | Blue on Blue          | 22. Juli 2013        | 11. Sep. 2013                           | Jack Bender          | Brian K. Vaughan              |
| 6          | 6         | Der große Durst                                             | The Endless Thirst    | 29. Juli 2013        | 11. Sep. 2013                           | Kari Skogland        | Soo Hugh                      |
| 7          | 7         | Jeder gegen Jeden                                           | Imperfect Circles     | 5. Aug. 2013         | 18. Sep. 2013                           | Miguel Sapochnik     | Caitlin Parrish               |
| 8          | 8         | Dicker als Wasser                                           | Thicker Than Water    | 12. Aug. 2013        | 18. Sep. 2013                           | Jack Bender          | Adam Stein                    |
| 9          | 9         | Rosa Sterne                                                 | The Fourth Hand       | 19. Aug. 2013        | 18. Sep. 2013                           | Roxann Dawson        | Daniel Truly                  |
| 10         | 10        | Die vierte Hand Mögen die Spiele beginnen (Alternativtitel) | Let the Games Begin   | 26. Aug. 2013        | 25. Sep. 2013                           | Sergio Mimica-Gezzan | Peter Calloway                |
| 11         | 11        | Tod und Teufel                                              | Speak of the Devil    | 2. Sep. 2013         | 25. Sep. 2013                           | David M. Barrett     | Scott Gold                    |
| 12         | 12        | Gefahr im Verzug                                            | Exigent Circumstances | 9. Sep. 2013         | 2. Okt. 2013                            | Peter Leto           | Adam Stein & Caitlin Parrish  |
| 13         | 13        | Glanz und Finsternis                                        | Curtains              | 16. Sep. 2013        | 2. Okt. 2013                            | Jack Bender          | Brian K. Vaughan & Scott Gold |

## Staffel 2
Die Erstausstrahlung der zweiten Staffel war vom 30. Juni bis zum 22. September 2014 auf dem US-amerikanischen Sender CBS zu sehen. Die deutschsprachige Erstausstrahlung sendeten der deutsche Free-TV-Sender ProSieben und der österreichische Sender ORF eins vom 10. September bis zum 8. Oktober 2014.
| Nr. (ges.) | Nr. (St.) | Deutscher Titel          | Originaltitel   | Erstausstrahlung USA | Deutschsprachige Erstausstrahlung (D/A) | Regie            | Drehbuch                                   |
| ---------- | --------- | ------------------------ | --------------- | -------------------- | --------------------------------------- | ---------------- | ------------------------------------------ |
| 14         | 1         | Die Schlinge um den Hals | Heads Will Roll | 30. Juni 2014        | 10. Sep. 2014                           | Jack Bender      | Stephen King                               |
| 15         | 2         | Das Mädchen aus dem Wald | Infestation     | 7. Juli 2014         | 10. Sep. 2014                           | Ernest Dickerson | Kelly Souders & Brian Peterson             |
| 16         | 3         | Blutregen                | Force Majeure   | 14. Juli 2014        | 10. Sep. 2014                           | Peter Leto       | Adam Stein                                 |
| 17         | 4         | Das Virus                | Revelation      | 21. Juli 2014        | 17. Sep. 2014                           | Holly Dale       | Alexandra McNally                          |
| 18         | 5         | Zum Wohl der Stadt       | Reconciliation  | 28. Juli 2014        | 17. Sep. 2014                           | Ed Ornelas       | Cathryn Humphris                           |
| 19         | 6         | Zum Abgrund              | In the Dark     | 4. Aug. 2014         | 17. Sep. 2014                           | Jack Bender      | Caitlin Parrish                            |
| 20         | 7         | Zenith                   | Going Home      | 11. Aug. 2014        | 24. Sep. 2014                           | David Barrett    | Peter Calloway                             |
| 21         | 8         | Die Klippe               | Awakening       | 18. Aug. 2014        | 24. Sep. 2014                           | Jack Bender      | Andres Fischer-Centeno & Daniel Truly      |
| 22         | 9         | Die rote Tür             | The Red Door    | 25. Aug. 2014        | 24. Sep. 2014                           | Peter Weller     | Kelly Souders, Brian Peterson & Adam Stein |
| 23         | 10        | Früher Herbst            | The Fall        | 1. Sep. 2014         | 1. Okt. 2014                            | Eriq La Salle    | Alexandra McNally & Mark Linehan Bruner    |
| 24         | 11        | Eiszeit                  | Black Ice       | 8. Sep. 2014         | 1. Okt. 2014                            | Jack Bender      | Adam Stein & Peter Calloway                |
| 25         | 12        | Der neue Alptraum        | Turn            | 15. Sep. 2014        | 8. Okt. 2014                            | Peter Leto       | William Kendall & Daniel Truly             |
| 26         | 13        | Der Weg nach Hause       | Go Now          | 22. Sep. 2014        | 8. Okt. 2014                            | Jack Bender      | Caitlin Parrish & Cathryn Humphris         |

## Staffel 3
Die Erstausstrahlung der dritten Staffel war vom 25. Juni bis zum 10. September 2015 auf dem US-amerikanischen Sender CBS zu sehen. Die deutschsprachige Erstausstrahlung der ersten 9 Episoden sowie von Episode 11 sendete der österreichische Free-TV-Sender ORF eins vom 31. August bis zum 28. September 2015. Die restlichen Episoden wurden am 23. und 30. September 2015 auf ProSieben erstausgestrahlt.
| Nr. (ges.) | Nr. (St.) | Deutscher Titel            | Originaltitel         | Erstausstrahlung USA | Deutschsprachige Erstausstrahlung (A/D) | Regie              | Drehbuch                                   |
| ---------- | --------- | -------------------------- | --------------------- | -------------------- | --------------------------------------- | ------------------ | ------------------------------------------ |
| 27         | 1         | Der nächste Schritt        | Move On               | 25. Juni 2015        | 31. Aug. 2015                           | Peter Leto         | Adam Stein                                 |
| 28         | 2         | Kokons                     | But I’m Not           | 25. Juni 2015        | 31. Aug. 2015                           | Peter Weller       | Tim Schlattmann                            |
| 29         | 3         | Der stille Ruf             | Redux                 | 2. Juli 2015         | 31. Aug. 2015                           | Olatunde Osunsanmi | Alexandra McNally                          |
| 30         | 4         | Hunger                     | The Kinship           | 9. Juli 2015         | 7. Sep. 2015                            | Ed Ornelas         | Cathryn Humphris                           |
| 31         | 5         | Alaska                     | Alaska                | 16. Juli 2015        | 7. Sep. 2015                            | David Barrett      | Bronwyn Garrity                            |
| 32         | 6         | Im Käfig                   | Caged                 | 23. Juli 2015        | 14. Sep. 2015                           | Sergio Mimica      | Andres Fischer-Centeno                     |
| 33         | 7         | Welt in Flammen            | Ejecta                | 30. Juli 2015        | 14. Sep. 2015                           | David Barrett      | Peter Calloway                             |
| 34         | 8         | Die Kuppel lügt            | Breaking Point        | 6. Aug. 2015         | 21. Sep. 2015                           | Sam Hill           | James C. Oliver & Sharla Oliver            |
| 35         | 9         | Die neue Königin           | Plan B                | 13. Aug. 2015        | 21. Sep. 2015                           | Eriq La Salle      | Tim Schlattmann & Mark Bruner              |
| 36         | 10        | Dein Leben für die Zukunft | Legacy                | 20. Aug. 2015        | 23. Sep. 2015                           | Dennie Gordon      | Alexandra McNally & Andres Fischer-Centeno |
| 37         | 11        | Das Gefäß                  | Love is a Battlefield | 27. Aug. 2015        | 28. Sep. 2015                           | Lee Rose           | Peter Calloway & Adam Stein                |
| 38         | 12        | Das letzte Licht           | Incandescence         | 3. Sep. 2015         | 30. Sep. 2015                           | PJ Pesce           | Bronwyn Garrity & Cathryn Humphris         |
| 39         | 13        | Der Feind im Inneren       | The Enemy Within      | 10. Sep. 2015        | 30. Sep. 2015                           | Peter Leto         | Neal Baer & Tim Schlattmann                |